# Antonio Cano Manuel Ramírez de Arellano
Antonio Cano Manuel y Ramírez de Arellano (Chinchilla de Monte-Aragón, 14 de maig de 1768 - 12 de febrer de 1836) va ser un polític espanyol, ministre i secretari d'estat durant el regnat de Ferran VII.

## Biografia
Era germà del també polític liberal Vicente Cano Manuel Ramírez de Arellano. Llicenciat en dret, treballà com a advocat i fou tancat a la Fortalesa de la Ciutadella de Barcelona en 1792. En 1804 fou nomenat alcalde de Corte de Madrid. El 1809, un cop esclatada la Guerra del Francès, va fugir de la capital i es va unir a la Junta Suprema Central.
En 1811 era fiscal del Consell Reial i un dels propulsors de la llei de llibertat d'impremta. Va ser nomenat secretari de Despatx de Gràcia i Justícia el 23 de juny de 1812, ocupant el càrrec fins al 10 d'octubre de 1813. Des de juliol havia ocupat a més la d'Estat amb caràcter interí. En 1814, però fou bandejat quatre anys a Pastrana i a Chinchilla.
Va ser diputat a les Corts Espanyoles pel Regne de Múrcia en 1820-1822. En el Trienni Liberal va ser president de les Corts entre febrer i març de 1821 i president del Tribunal Suprem d'Espanya entre 1820, any del seu restabliment, i 1823 quan va ser suprimit de nou amb la restauració de l'absolutisme. Ja en la regència de Maria Cristina de Borbó-Dues Sicílies va ser President del Canal d'Albacete i Pròcer del Regne (1834-1836).